# صوتيات فيزيائية

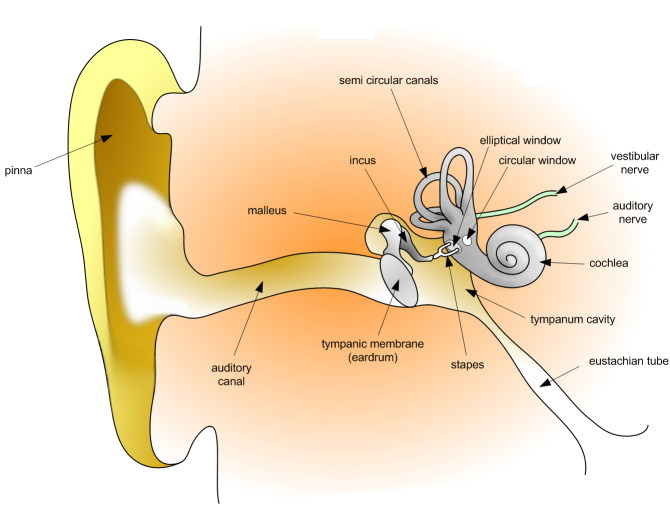

الصوتيات الفيزيائية هي مجال الصوتيات والفيزياء التي تدرس تفاعلات الموجات الصوتية مع وسط غازي أو سائل أو صلب على المستويات الكلية والجزئية. ويتعلق ذلك بتفاعل الصوت مع الموجات الحرارية في البلورات (الفونونات)، والضوء (الفوتونات)، والإلكترونات في المعادن وأشباه الموصلات (الظواهر الصوتية والكهربائية)، والإثارات المغناطيسية في البلورات المغناطيسية، وغيرها. تشمل بعض التقنيات التجريبية التي تم تطويرها مؤخرًا الصوتيات الضوئية والمجهر الصوتي والانبعاثات الصوتية.
هناك فئتان رئيسيتان من المشكلات التي تمت دراستها في الصوتيات الفيزيائية. يتعلق الأول بفهم كيفية تأثير الخواص الفيزيائية للوسيط (الصلب أو السائل أو الغاز) على انتشار الموجات الصوتية في هذه الوسيلة من أجل استخدام هذه المعرفة لأغراض عملية. الفئة المهمة الثانية من المشكلات التي تمت دراستها في الصوتيات الفيزيائية هي الحصول على المعلومات ذات الصلة حول وسيطة قيد النظر عن طريق قياس خصائص الموجات الصوتية التي تنتشر عبر هذه الوسيلة.

## روابط خارجية
- مجموعة الصوتيات الفيزيائية، معهد الفيزياء (IOP) ومعهد الصوتيات (IOA)
- مؤتمرات الصوتيات الأنجلو-فرنسية
- NCPA - المركز الوطني للصوتيات الفيزيائية، جامعة ميسيسيبي